# Portada/efemèride agost 19
Ian Gillan
« 18 d'agost · 19 d'agost · 20 d'agost »